# Семёнов, Виктор Павлович
Виктор Павлович Семёнов — советский хозяйственный, государственный и политический деятель.

## Биография
Родился в 1913 году в Сызрани. Член КПСС с 1942 года.
С 1933 года — на хозяйственной, общественной и политической работе. В 1933—1963 гг. — агроном в совхозе, участник Великой Отечественной войны, начальник связи 1172-го стрелкового полка, помощник начальника связи 348-й стрелковой дивизии, помощник начальника связи 40-го стрелкового корпуса, заведующий районным земельным отделом, секретарь райкома партии, председатель колхоза «Память Ильича» Чердаклинского района Ульяновской области.
Избирался депутатом Верховного Совета СССР 5-го созыва. Делегат XX съезда КПСС.
Умер до 1985 года.